# نگرمید
نگرمید (به لاتین: Ngermid) یک منطقهٔ مسکونی در پالائو است که در کورور واقع شده‌است. نگرمید ۰٫۲۹ کیلومتر مربع مساحت و ۱٬۱۹۶ نفر جمعیت دارد و ۱۷ متر بالاتر از سطح دریا واقع شده‌است.